# Lee Won-shik
Lee Won-shik (16 de maio de 1973) é um treinador ex-futebolista profissional sul-coreano que atuava como atacante.

## Carreira
Lee Won-shik representou a Seleção Sul-Coreana de Futebol nas Olimpíadas de 1996.